# Carmen

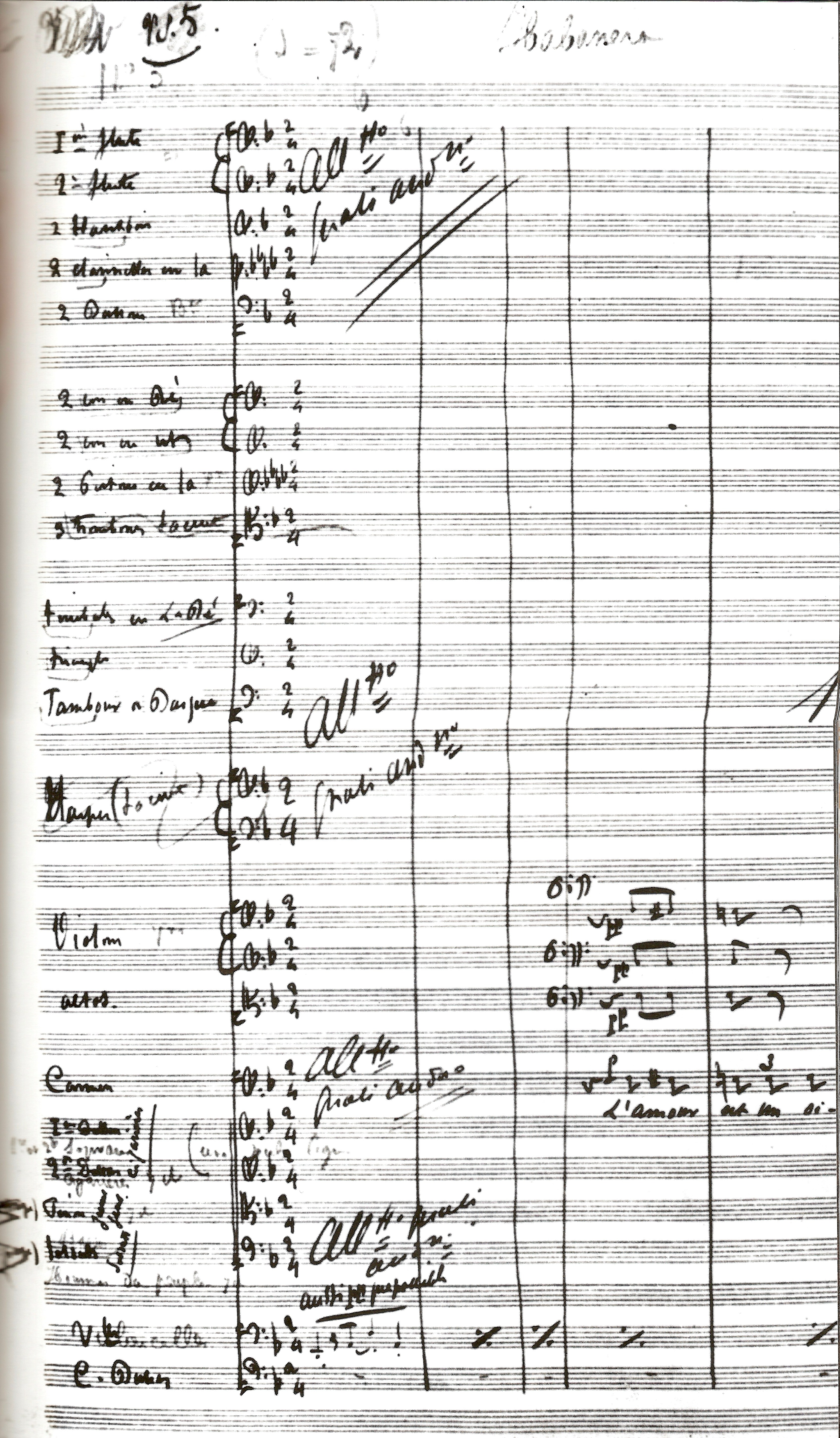
Bizets Manuskript der Habanera aus dem I. Akt

Carmen ist eine Oper in vier Akten von Georges Bizet. Das Libretto schrieben Henri Meilhac und Ludovic Halévy nach der gleichnamigen Novelle von Prosper Mérimée. Obwohl formal eine Opéra-comique und auch als solche bezeichnet, war Carmen „ein revolutionärer Bruch“ mit dieser Operngattung. Die realistische Milieuschilderung, Dramatik und schicksalhafte Tragik machten sie zu einem Vorläufer des Verismo. Die Uraufführung am 3. März 1875 in der Opéra-Comique wurde eher ablehnend aufgenommen. Bald darauf wurde Carmen jedoch zu einem der größten Erfolge der Operngeschichte, den der Komponist allerdings nicht mehr erlebte. Auch heute noch gehört Carmen zu den beliebtesten und meistaufgeführten Werken des Opernrepertoires.

## Handlung

### Erster Akt
Ein Platz in Sevilla.
Eine Wache des Militärs vertreibt sich gelangweilt die Zeit durch die Betrachtung der vorübergehenden Menge. Micaëla tritt auf und erfährt auf die Frage nach Don José, dass dieser erst mit der Wachablösung erscheinen werde. Die Einladung der Soldaten, ihnen bis dahin Gesellschaft zu leisten, lehnt sie ab und zieht es vor, später wiederzukommen. Unter lebhafter Anteilnahme einer Horde von Gassenjungen marschiert die ablösende Wache auf. Moralès erzählt Don José von dem Mädchen, das nach ihm gefragt hat. Don José erkennt nach der Beschreibung Micaëla, die als Waise im Hause seiner Mutter lebt.
Leutnant Zuniga fragt Don José über die wegen ihrer Attraktivität bekannten Arbeiterinnen in der nahen Zigarettenfabrik aus. Da ertönt die Pausenglocke der Fabrik. Die Arbeiterinnen strömen auf den Platz, von den Männern begehrlich beobachtet. Carmen hat ihren Auftritt (Arie: Habanera) und wirft Don José, der sie zunächst nicht beachtet, spöttisch eine Akazienblüte zu.
Nach der Pause bleibt Don José zurück. Micaëla kommt zurück, sie überbringt einen Brief von Don Josés Mutter und deren Kuss. José will der Versuchung durch Carmen widerstehen und nach dem Willen seiner Mutter Micaëla heiraten.
Später bricht ein Streit in der Fabrik aus. Carmen hat mit ihrem Messer eine Frau verletzt. Als Carmen sich über den Vorgang und das Verhör lustig macht, beauftragt Zuniga Don José, sie ins Gefängnis zu bringen.
Carmen überredet Don José, sie unterwegs fliehen zu lassen, und verspricht ihm als Dank eine heiße und wundervolle Nacht in der Schänke eines Freundes namens Lillas Pastia. Don José, der zwischen Begehren und Pflichtgefühl schwankt, löst schließlich ihre Fesseln, so dass sie entfliehen kann. Dafür muss er in den Arrest.

### Zweiter Akt
Die Taverne des Lillas Pastia.
Zigeunerinnen sitzen mit Zuniga und seinen Offizieren bei Tanz und Gesang in der Taverne. Dieser wirbt um Carmen. Carmen erfährt von Zuniga, dass José zur Strafe einen Monat im Gefängnis saß, inzwischen jedoch wieder frei ist.
Als der bekannte Stierkämpfer Escamillo die Schänke betritt, fällt sein Blick sofort auf Carmen. Er versucht galant, sich ihr zu nähern, doch sie weist ihn zurück. Zwei Schmuggler, Dancaïro und Remendado, versuchen, die drei Zigeunerinnen Carmen, Frasquita und Mercédès für einen Diebeszug zu gewinnen. Carmen lehnt ab und wartet stattdessen verliebt auf José. Er kommt endlich.
Sie tanzt und singt für ihn. Da ertönt der Zapfenstreich, der José zum Appell ruft und dem er folgen will. Carmen verspottet ihn wegen seines Pflichtbewusstseins. José versichert Carmen erneut seine tiefempfundene Liebe. Ihr Angebot, das Schmugglerleben mit ihr zu teilen, schlägt er jedoch aus. Als er gehen will, tritt Zuniga herein, der eine starke Eifersucht in José auslöst, weil jener sich zuvor an Carmen herangemacht hatte. Es kommt zur Auseinandersetzung mit handgreiflichen Folgen. Carmen wirft sich zwischen beide. Die Schmuggler und einige Zigeuner überwältigen den Leutnant und fesseln ihn. Nun ist Don José der Weg zurück versperrt, er muss mit der Bande in die Berge ziehen.

### Dritter Akt
Das Lager der Schmuggler im Gebirge, die Felsenschlucht; dunkel und trüb.
Die Schmuggler wollen ihre Beute unbemerkt in die Stadt bringen. Carmen hat sich inzwischen von José abgewandt. Seine Versuche, sie zurückzugewinnen, bleiben erfolglos. Carmen, Mercédès und Frasquita befragen die Karten nach der Zukunft. Während diese ihren Freundinnen Glück verheißen, bedeuten sie für Carmen immer nur den Tod.
Dancaïro und Remendado kehren von einem Erkundungsgang zurück. Die Frauen sollen die Zöllner mit ihren Verführungskünsten ablenken, damit die Männer einen Teil der Waren über die Grenze bringen können. Daraufhin erwacht Josés Eifersucht erneut. Während die anderen sich auf den Weg in die Stadt machen, soll er die restlichen Waren bewachen.
Micaëla erscheint in der Felsenschlucht. Sie ist auf der Suche nach Don José. Die unheimliche Gegend flößt ihr Angst ein. Als auch Escamillo erscheint, versteckt sie sich.
José trifft auf Escamillo, der von seiner Liebe zu Carmen berichtet, und gerät mit ihm in eine kämpferische Auseinandersetzung. Carmen hindert José daran, den Torero zu töten. Daraufhin lädt Escamillo sie und alle ihre Gefährten zu seinem nächsten Stierkampf in die Arena von Sevilla ein. Der gedemütigte José warnt Carmen, doch diese bleibt unbeeindruckt.
Als die Schmuggler nach Sevilla aufbrechen wollen, wird Micaëla in ihrem Versteck entdeckt. José weigert sich, mit ihr zu seiner Mutter zurückzukehren. Als Micaëla ihm eröffnet, dass die Mutter im Sterben liege, ändert er seinen Entschluss. Düster prophezeit er Carmen ein baldiges Wiedersehen.

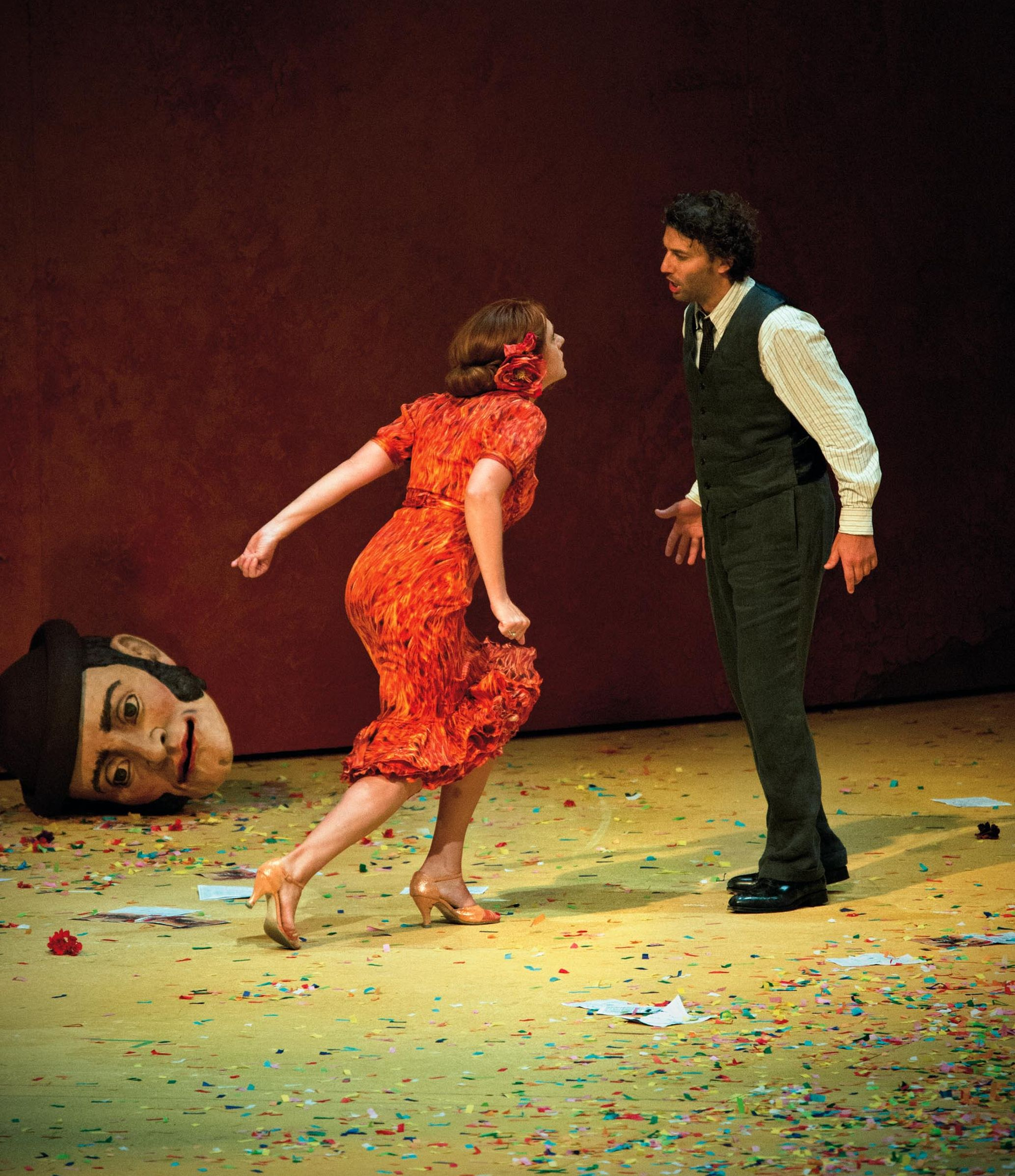
Magdalena Kožená und Jonas Kaufmann bei den Salzburger Festspielen 2012

### Vierter Akt
Ein Platz in Sevilla vor der Stierkampf-Arena.
Escamillo tritt mit großem Gefolge und Carmen an seiner Seite auf. Frasquitas Warnung vor dem eifersüchtigen José, der sich in der Menge versteckt hält, schlägt sie in den Wind. Alle ziehen in die Arena ein. Carmen bleibt mit José zurück.
José liebt Carmen immer noch, doch sie ihn nicht mehr. Deshalb weigert sie sich, zu ihm zurückzukehren und ein neues Leben mit ihm zu beginnen. Sie will an ihrer Freiheit festhalten und sich keinen fremden Willen aufzwingen lassen. Zur Bekräftigung ihrer Absicht wirft sie ihm den Ring, den er ihr einst schenkte, vor die Füße.
Während in der Arena der Sieg Escamillos bejubelt wird, ersticht José Carmen. Verzweifelt bricht er über ihrer Leiche zusammen. Als die Zuschauer die Arena verlassen und José mit der toten Carmen sehen, gesteht dieser den Mord und verlangt seine Verhaftung: „Vous pouvez m'arrêter“ („Sie können mich verhaften“).

## Erstaufführung

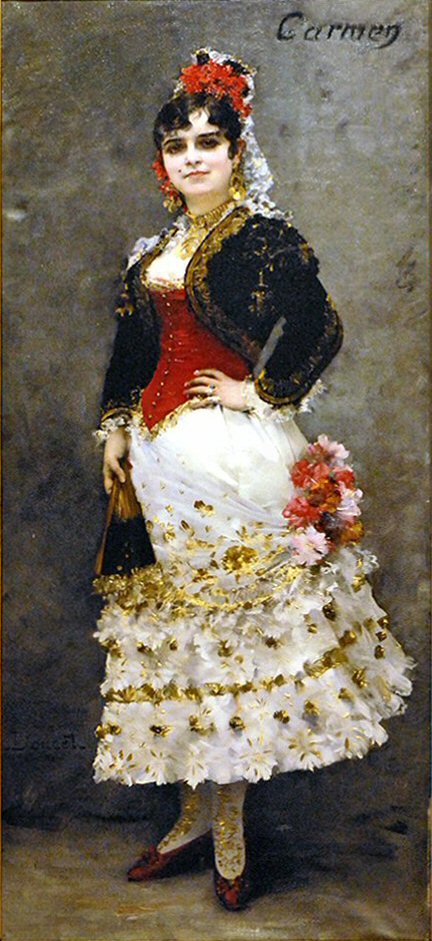
Célestine Galli-Marié als Carmen

Bei der Erstaufführung (mit Célestine Galli-Marié in der Titelrolle) reagierte das Publikum nach anfänglicher Begeisterung immer zurückhaltender. Der unkonventionelle Inhalt und Bizets revolutionäre Abweichungen von der gewohnten Form der Opéra-comique wurden vom biederen Publikum nicht aufgenommen. Viele Kritiker gaben dem Werk negative Kritiken. Die Uraufführung war nicht der erhoffte Erfolg. Die Oper trat danach nur schwach aus der Opernszene hervor. Der eigentliche Erfolg wurde erst später erzielt.

## Wirkungs- und Bearbeitungsgeschichte
Nach der wenig erfolgreichen Uraufführung in Paris begann der internationale Erfolg der Oper wenige Monate später im Oktober 1875 in Wien. Inzwischen war Bizet jedoch am 3. Juni im Alter von 36 Jahren gestorben. Die deutsche, sehr erfolgreiche Erstaufführung erfolgte am 26. Oktober 1879 unter Max Staegemann im ostpreußischen Stadttheater Königsberg von 1806.
Für Wien und die internationalen Bühnen ließ der Verlag eine neue Fassung mit Ballett und Rezitativen von Ernest Guiraud erstellen, die bald allen Aufführungen zugrunde gelegt wurde. Ludovic Halévy untersagte eine geplante Aufführung dieser Fassung an der Pariser Oper und nahm in die Gesamtausgabe seiner mit Meilhac verfassten Werke ausdrücklich die Version als Opéra-comique auf. Diese Version mit gesprochenen Dialogen ist die einzig authentische. Sie war nicht erfolglos und wurde an der Opéra-Comique insgesamt 2946 Mal gespielt.
Carmen ist eine der am häufigsten aufgeführten Opern des internationalen Repertoires. Sie hat viele Bewunderer gefunden; Friedrich Nietzsche spielte sie in seiner Schrift Der Fall Wagner gegen Richard Wagner aus.
Diese Beliebtheit wurde nach einem Stummfilm mit der US-amerikanischen Sopranistin Geraldine Farrar und einer Charlie-Chaplin-Parodie auch durch Tonfilme genutzt. Ein Boom von Carmen-Variationen entstand Anfang der 1980er Jahre. Als Peter Brook 1983 eine eigenständige theatralische Variante, Die Tragödie der Carmen, vorlegte und Francesco Rosi in der südandalusischen Stadt Ronda einen Carmen-Film mit Julia Migenes und Plácido Domingo drehte, löste Carlos Sauras Opernfilm Carmen ein Flamenco-Fieber aus. 1991 brachte Saura in seiner ersten Operninszenierung Bizets Carmen auf die Bühne des Württembergischen Staatstheaters Stuttgart.

## Diskographie (Auswahl)
(Jahr; Besetzung: Carmen, José, Micaëla, Escamillo; Dirigent, Chor, Orchester, Label; Version)
- 1951; Risë Stevens, Jan Peerce, Licia Albanese, Robert Merrill; Fritz Reiner, RCA Victor Orchestra; CD: RCA Victor Red Seal; Rezitative
- 1959; Victoria de los Ángeles, Nicolai Gedda, Janine Micheau, Ernest Blanc; Thomas Beecham, Orchestre Philharmonique de Radio France; CD: EMI Classics; Rezitative
- 1960; Soňa Červená, Rolf Apreck, Maria Croonen, Robert Lauhöfer; Herbert Kegel, Rundfunkchor Leipzig, Rundfunk-Kinderchor Leipzig, Rundfunk-Sinfonieorchester Leipzig; CD: Berlin Classics Eterna; Rezitative
- 1963; Regina Resnik, Mario Del Monaco, Joan Sutherland; Tom Krause; Thomas Schippers, Orchestre de la Suisse Romande, Chor des Grand Théâtre de Genève; CD: Decca; Rezitative
- 1963; Leontyne Price, Franco Corelli, Mirella Freni, Robert Merrill; Herbert von Karajan, Wiener Philharmoniker; CD: RCA; Rezitative
- 1964; Maria Callas, Nicolai Gedda, Andréa Guiot, Robert Massard; Georges Prêtre, Orchestre du Théâtre National de l’Opéra de Paris; CD: EMI Classics; Rezitative
- 1970; Grace Bumbry, Jon Vickers, Mirella Freni, Kostas Paskalis; Rafael Frühbeck de Burgos, Chor und Orchester der Opéra Paris; EMI; Dialogfassung
- 1973; Marilyn Horne, James McCracken, Adriana Maliponte, Tom Krause; Leonard Bernstein, Metropolitan Opera Orchestra and Chorus; CD: DG; Dialoge
- 1975; Tatiana Troyanos, Plácido Domingo, Kiri Te Kanawa, José van Dam; Georg Solti, John Alldis Choir, London Philharmonic Orchestra; CD: Decca; Dialoge
- 1977; Teresa Berganza, Plácido Domingo, Ileana Cotrubaș, Sherrill Milnes; Claudio Abbado, London Symphony Orchestra, The Ambrosian Singers; CD: DG; Dialoge
- 1978; Elena Obraztsova, Plácido Domingo, Isobel Buchanan, Yuri Mazurok; Carlos Kleiber, Orchester und Chor der Wiener Staatsoper; DVD: TDK DVD; Dialoge
- 1983; Agnes Baltsa, José Carreras, Katia Ricciarelli, José van Dam; Herbert von Karajan, Berliner Philharmoniker; CD: DG; Dialoge
- 1984; Julia Migenes, Plácido Domingo, Faith Esham, Ruggero Raimondi; Lorin Maazel, Orchestre National de France, Chor von Radio France; CD: ERATO; DVD, Blu-Ray; Dialoge
- 1987; Agnes Baltsa, José Carreras, Leona Mitchell, Samuel Ramey; James Levine, Metropolitan Opera Orchestra and Chorus; DVD: DG; Dialoge
- 2003; Angela Gheorghiu, Roberto Alagna, Inva Mula, Thomas Hampson; Michel Plasson, Orchestre National du Capitole de Toulouse; CD: EMI Classics; Rezitative
- 2010; Elīna Garanča, Roberto Alagna, Barbara Frittoli, Teddy Tahu Rhodes; Yannick Nézet-Séguin, Metropolitan Opera Orchestra; DVD: DG; Rezitative
- 2011; Aris Argiris, Maija Kovalevska; Regisseure: Francesca Zambello und Julian Napier; Dirigat: Constantinos Carydis, Royal Opera House Covent Garden, DVD: Opus Arte (Aufnahme erfolgte in 3D)

## Filmografie
Filme, die die Novelle oder die Oper zum Vorbild haben:
- 1916: Carmen (A Burlesque on Carmen), amerikanische Verfilmung von und mit Charlie Chaplin
- 1918: Carmen, Verfilmung der Oper durch Ernst Lubitsch
- 1926: Carmen, französische Verfilmung durch Jacques Feyder
- 1927: Die Liebe vom Zigeuner stammt... (The Loves of Carmen), amerikanische Verfilmung durch Raoul Walsh
- 1945: Carmen, französische Verfilmung durch Christian-Jaque
- 1948: Liebesnächte in Sevilla (The Loves of Carmen), amerikanische Verfilmung durch Charles Vidor
- 1954: Carmen Jones, amerikanische Verfilmung durch Otto Preminger
- 1962: Carmen 63 (Carmen di Trastevere), Film von Carmine Gallone
- 1966: Carmen-Baby, Film von Radley Metzger
- 1967: Mit Django kam der Tod, Film von Luigi Bazzoni, Verfilmung des Carmen-Stoffes im Westernstil
- 1983: Carmen, Film von Carlos Saura
- 1983: Vorname Carmen, Film von Jean-Luc Godard
- 1983: Die Tragödie der Carmen (La Tragédie de Carmen),  Opernverfilmung von Peter Brook
- 1984: Carmen, Opernverfilmung von Francesco Rosi, mit Julia Migenes und Plácido Domingo
- 1990: Carmen on Ice, Tanzfilm von Horant H. Hohlfeld, mit Katarina Witt und Brian Boitano
- 2003: Carmen, Film von Vicente Aranda
- 2004: U-Carmen, südafrikanischer Film von Mark Dornford-May (Goldener Bär auf der Berlinale 2005)
- 2006: Carmen Cubana, Musical von Kim Duddy, Österreich

## Ballette
- Carmen et son Torero von Marius Petipa, Uraufführung  Madrid 1845
- Carmen von Kasjan Goleisowski, Moskau 1931
- Guns and Castanets von Ruth Page, Chicago 1939
- Carmen von Roland Petit, London 1949, mit Zizi Jeanmaire
- Carmen-Suite von Alberto Alonso, Moskau 1967
- Carmen von John Cranko, Stuttgart 1971
- Carmencita von Patrice Montagnon, Berlin 1984

## Buch
- Georges Bizet, Prosper Mérimée: Carmen. Opéra comique en quatre actes / Oper in vier Aufzügen. Textbuch französisch-deutsch. Libretto von Henri Meilhac und Ludovic Halévy nach der Novelle von Prosper Mérimée. Übersetzt und herausgegeben von Henning Mehnert. Reclam, Stuttgart 1997, ISBN 978-3-15-009648-2.

## Coverversionen
- Parodie von Spike Jones, 1949, LP Spike Jones Murders Carmen and Kids the Classics von 1953. Musikalisch parodistische Comedy-Kurzfassung der Oper (13 Minuten) mit Erzähler und verballhornten Rollennamen und Handlungen.[2]

## Dokumentation
- Carmen. Geburt eines Mythos. Regie: Jean Rousselot, ARTE F, Frankreich, 52 Minuten, 2025